# Patinopecten caurinus
Patinopecten caurinus is een tweekleppigensoort uit de familie van de Pectinidae. De wetenschappelijke naam van de soort is voor het eerst geldig gepubliceerd in 1850 door Augustus Addison Gould. De soort werd aangetroffen aan de westkust van de Verenigde Staten in de Admiralty Inlet bij Port Townsend, dat toen nog behoorde tot het Oregon territorium.
Patinopecten caurinus komt voor in het noordoosten van de Stille Oceaan. In Alaska wordt de soort sedert 1967 commercieel geoogst.